# Rosa koreana
Rosa koreana es una especie de planta del género Rosa, de la familia Rosaceae.

## Taxonomía
Rosa koreana fue descrita por Kom. en 1901.

## Distribución
Se encuentra en el territorio del Extremo Oriente ruso hasta Corea.